# Telêmaco Borba Airport
Telêmaco Borba Airport (portugisiska: Aeroporto de Telêmaco Borba) är en flygplats i Brasilien.   Den ligger i kommunen Telêmaco Borba och delstaten Paraná, i den södra delen av landet, 1 000 km söder om huvudstaden Brasília. Telêmaco Borba Airport ligger 784 meter över havet.
Terrängen runt Telêmaco Borba Airport är platt. Närmaste större samhälle är Telêmaco Borba, 3,7 km öster om Telêmaco Borba Airport.
I omgivningarna runt Telêmaco Borba Airport växer i huvudsak städsegrön lövskog. Runt Telêmaco Borba Airport är det ganska glesbefolkat, med 50 invånare per kvadratkilometer.